# Светлый Путь (Мордовия)
Светлый Путь — поселок Торбеевского района Республики Мордовия в составе Салазгорьского сельского поселения. 

## География
Находится на расстоянии примерно 11 километров по прямой на запад от районного центра поселка Торбеево.

## История
Основан в начале 1920-х годах. В 1931 поселок был учтен как сельскохозяйственная коммуна Никольского сельсовета из 30 дворов.

## Население
Постоянное население составляло 26 человек (мордва-мокша 77%) в 2002 году, 20 в 2010 году .